# Problema pasagerului clandestin
Problema pasagerului clandestin (în engleză The free rider problem) este un concept din economie, filosofie și teoria jocurilor, care apare atunci când indivizii beneficiază de un bun sau serviciu public fără să contribuie la costul producerii, menținerii sau restaurării acestuia sau plătesc plătesc un preț diferit de cerere. Aceștia profită de resursele puse în comun sau de un bun sau serviciu public fără să plătească pentru ele, bazându-se doar pe contribuția celorlalți. Ei pot să folosească excesiv aceste resurse publice neplătind pentru ele nici direct prin bilete și tichete, nici indirect prin taxe. Astfel, resursele publice pot ajunge sa fie produse sau restaurate la un standard de calitate mult mai scazut, utilizate excesiv, deteriorate.

## Problema economică
Bunurile publice au în general două caracteristici: non-excludabilitate (nu poți împiedica un om să beneficieze de bun, de exemplu aer curat sau apărare națională) și non-rivalitate (consumul unui individ nu reduce disponibilitatea pentru alții, de exemplu iluminatul stradal). Din moment ce un individ poate beneficia fără să plătească, este tentat să nu contribuie, bazându-se pe faptul că alții vor suporta costurile. Dacă prea mulți indivizi refuză să contribuie, furnizarea bunului public poate deveni insuficientă sau imposibilă.(Exemplu: Dacă toți locuitorii unui oraș refuză să plătească taxe, iluminatul public poate deveni inexistent.)
- Apărarea națională: Este un bun public pe care toată lumea îl primește, indiferent dacă plătește taxe sau nu.
- Infrastructura: Drumurile, podurile sau serviciile publice precum colectarea gunoiului pot suferi din cauza lipsei de contribuții voluntare.
- Programele de mediu: Reducerea emisiilor de carbon este o acțiune costisitoare pentru companii și indivizi, dar beneficiile sunt împărțite de toți, inclusiv de cei care nu contribuie.

## Problema filosofică
În multe contexte, toți membrii individuali ai unui grup pot beneficia de eforturile fiecărui membru și pot beneficia substanțial de pe urma acțiunii colective. De exemplu, dacă fiecare dintre noi poluează mai puțin plătind puțin în plus pentru mașinile noastre, toți beneficiem de reducerea gazelor nocive din aerul pe care îl respirăm și chiar de reducerea daunelor aduse stratului de ozon, care ne protejează împotriva expunerii la radiațiile ultraviolete cancerigene. Pe de alta parte, faptul că eu poluez mai puțin nu contează suficient pentru ca cineva – în special eu – să observe. Prin urmare, este posibil să nu contribui cu partea mea pentru a nu polua atmosfera. Aș putea deveni un „pasager clandestin” (sau free rider) pe acțiunile benefice ale altora. Un pasager clandestin, în sensul cel mai larg, este cineva care primește un beneficiu fără a contribui la costul producerii acestuia. Problema pasagerului clandestin este că producția eficientă a bunurilor colective importante de către agenți independenți este pusă în pericol de stimulentul pe care fiecare agent îl are de a nu plăti pentru aceasta: dacă oferta bunului este inadecvată, propria contribuție nu va schimba acest lucru; dacă oferta este adecvată, se poate beneficia de aceasta fără a plăti. Aceasta este o aplicație convingătoare a logicii acțiunii colective, o aplicație de o asemenea gravitate încât adoptăm legi pentru a reglementa comportamentul indivizilor, forțându-i să polueze mai puțin.